# Koječín (Herálec)
Koječín (německy Kojetschin) je vesnice, část obce Herálec v okrese Havlíčkův Brod. Nachází se asi 2,5 km na severovýchod od Herálce. V roce 2009 zde bylo evidováno 62 adres.
Koječín je také název katastrálního území o rozloze 3,93 km².
U vsi se nachází památné stromořadí Klenová alej u Koječína a jihovýchodně od vesnice leží přírodní památka Sochorov.

## Historie
První písemná zmínka o vesnici pochází z roku 1383. Do roku 1960 byl Koječín samostatnou obcí.